# Gonggeun-myeon
Gonggeun-myeon (koreanska: 공근면) är en socken i kommunen Hoengseong-gun i provinsen Gangwon i den norra delen av Sydkorea, 90 km öster om huvudstaden Seoul.